# Давыдов, Кирилл Юрьевич
Кири́лл Ю́рьевич Давы́дов (укр. Кирило Юрійович Давидов; род. 6 ноября 1988, Симферополь) — украинский футболист, полузащитник.

## Биография
Воспитанник симферопольской «Таврии». В 2006 году был переведён в дубль. 20 сентября 2006 года дебютировал за основу «Таврии» в выездном матче Кубка Украины против ужгородского «Закарпатья» (2:3), на 27 минуте Давыдов забил гол в ворота Александра Надя. В 2007 году выступал на правах аренды за красноперекопский «Химик» во Второй лиге. После вернулся в «Таврию». В Высшей лиге дебютировал 15 ноября 2008 года в матче против мариупольского «Ильичёвца» (3:3), Давыдов начал матч в основе, но на 40 минуте был заменён на Андрея Зборовского.
В мае 2011 года по истечении срока контракта покинул клуб.
Провёл 2 матча за молодёжную сборную Украины до 21 года в октябре 2008 года против Нидерландов и Португалии.